# Segunda División 'B' de México 1988-89
La Temporada 1988-89 de la Segunda División 'B' de México fue la séptima edición de esta competencia. Se disputó entre los meses de octubre de 1988 y julio de 1989. El equipo Bachilleres fue campeón de la categoría tras vencer al Galicia de Cuernavaca por marcador global de 3-4. Los dos conjuntos ascendieron a la segunda división.
De nueva cuenta, en esta temporada hubo varios cambios de equipos respecto a la temporada anterior. De la segunda división descendieron los equipos de Águila Progreso Industrial y Oaxaca. Mientras que desde la Tercera únicamente se incorporó el conjunto de Apatzingán. Originalmente otros dos equipos hubieran jugado en la Segunda B: el Texcoco había descendido desde la categoría superior, pero su franquicia fue adquirida por un nuevo equipo llamado Jimex; mientras que la Universidad de Colima había logrado ganar la división inferior vendió su franquicia al Club Imperio Alal. Otros tres equipos tenían el derecho de jugar el torneo pero se retiraron o fueron vendidos a nuevos propietarios: el Uruapan fue adquirido por los propietarios del club Halcones de Aguascalientes; la franquicia de Nuevo Necaxa fue vendida y transformada en Linces de San Luis; por último por falta de apoyo el CREA Zacatecas vendió su espacio en la liga al Club Deportivo San Mateo Atenco.
Además, esta edición fue la última temporada en la cual durante el desarrollo de la temporada regular se utilizó el formato de cuatro grupos y dos llaves de juegos.

## Formato de Competencia
Los veinte equipos se dividen en cuatro grupos de cinco clubes, los conjuntos se dividen en dos llaves de diez clubes que jugarán entre ellos en cuatro ocasiones a lo largo de 36 jornadas, dos en cada campo. Al finalizar la temporada regular los dos mejores clubes de cada grupo, y los dos terceros lugares con mayor puntuación, pasan a la fase de liguilla en donde se enfrentarán en dos agrupaciones de ocho cuadros para determinar los dos clubes que disputarán la gran final por el campeonato, ascenderá el ganador de esa serie eliminatoria. Los dos equipos con el peor puntaje descenderán a la tercera división mientras que el lugar número 18 deberá jugar una eliminatoria de descenso contra el tercer lugar de la categoría inferior, el ganador tendrá un lugar en la siguiente temporada de la Segunda B.
El reglamento de puntuaciones varía de acuerdo a algunas condiciones dadas en el partido, es decir: concede dos puntos si hay una victoria por un gol de diferencia; tres si se ganan con más de dos anotaciones de ventaja; y uno si se da un empate entre ambos clubes.

## Equipos participantes

### Equipos por Entidad Federativa
| Entidad Federativa | N.º | Equipos                                                       |
| ------------------ | --- | ------------------------------------------------------------- |
| Jalisco            | 4   | Alteños, Bachilleres, Imperio Alal e Industrial Tepatitlán    |
| Estado de México   | 3   | Águila Progreso Industrial, Cachorros Neza y San Mateo Atenco |
| Aguascalientes     | 1   | Leones de Aguascalientes                                      |
| Chiapas            | 1   | Estudiantes de Chiapas                                        |
| Distrito Federal   | 1   | Jimex                                                         |
| Coahuila           | 1   | Laguna                                                        |
| Guanajuato         | 1   | Salamanca                                                     |
| Guerrero           | 1   | Acapulco                                                      |
| Michoacán          | 1   | Atlético Apatzingán                                           |
| Morelos            | 1   | Galicia                                                       |
| Oaxaca             | 1   | Chapulineros de Oaxaca                                        |
| Puebla             | 1   | Teziutlán                                                     |
| San Luis Potosí    | 1   | Linces de San Luis                                            |
| Veracruz           | 1   | Halcones Marina                                               |
| Zacatecas          | 1   | Mineros de Zacatecas                                          |

### Información sobre los equipos participantes
| Equipo                     | Ciudad                                  | Estadio                           |
| -------------------------- | --------------------------------------- | --------------------------------- |
| Acapulco                   | Acapulco, Guerrero                      | Unidad Deportiva Acapulco         |
| Aguascalientes             | Aguascalientes, Aguascalientes          | Municipal de Aguascalientes       |
| Águila Progreso Industrial | Nicolás Romero, Estado de México        | Progreso Industrial               |
| Alteños                    | Tepatitlán, Jalisco                     | Tepa Gómez                        |
| Apatzingán                 | Apatzingán, Michoacán                   | Adolfo López Mateos               |
| Bachilleres                | Guadalajara, Jalisco                    | Tecnológico UdeG                  |
| Cachorros Neza             | Ciudad Nezahualcóyotl, Estado de México | Metropolitano de Neza             |
| Estudiantes Chiapas        | Tuxtla Gutiérrez, Chiapas               | Víctor Manuel Reyna               |
| Galicia                    | Cuernavaca, Morelos                     | Centenario                        |
| Halcones Marina            | Alvarado, Veracruz                      | Unidad Deportiva Paso Nacional    |
| Imperio Alal               | Zapopan, Jalisco                        | Campo deportivo Imperio           |
| Industrial Tepatitlán      | Tepatitlán, Jalisco                     | Tepa Gómez                        |
| Jimex                      | Iztapalapa, Distrito Federal            | Cd. Deportiva Francisco I. Madero |
| Laguna                     | Francisco I. Madero, Coahuila           | La Florida                        |
| Linces San Luis            | San Luis Potosí, S.L.P.                 | Plan de San Luis                  |
| Oaxaca                     | Oaxaca, Oaxaca                          | Benito Juárez                     |
| Salamanca                  | Salamanca, Guanajuato                   | Olímpico Sección 24               |
| San Mateo Atenco           | San Mateo Atenco, Estado de México      | San Mateo Atenco                  |
| Teziutlán                  | Teziutlán, Puebla                       | Municipal de Teziutlán            |
| Zacatecas                  | Zacatecas, Zacatecas                    | Francisco Villa                   |

## Grupos

### Grupo 1
| Pos. | Equipo                | Pts. | PJ | G  | E  | P  | GF | GC | Dif. | Clasificación             |
| ---- | --------------------- | ---- | -- | -- | -- | -- | -- | -- | ---- | ------------------------- |
| 1    | Apatzingán            | 55   | 36 | 16 | 8  | 12 | 75 | 49 | +26  | Pentagonal de la liguilla |
| 2    | Bachilleres (C, A)    | 47   | 36 | 13 | 9  | 14 | 64 | 62 | +2   | Pentagonal de la liguilla |
| 3    | Industrial Tepatitlán | 35   | 36 | 8  | 16 | 12 | 31 | 39 | −8   |                           |
| 4    | Aguascalientes        | 32   | 36 | 6  | 16 | 14 | 40 | 58 | −18  |                           |
| 5    | Linces San Luis (D)   | 20   | 36 | 4  | 10 | 22 | 32 | 92 | −60  | Descenso de categoría     |

 Fuente: RSSSF

### Grupo 2
| Pos. | Equipo       | Pts. | PJ | G  | E  | P  | GF | GC | Dif. | Clasificación             |
| ---- | ------------ | ---- | -- | -- | -- | -- | -- | -- | ---- | ------------------------- |
| 1    | Zacatecas    | 57   | 36 | 17 | 12 | 7  | 54 | 35 | +19  | Pentagonal de la liguilla |
| 2    | Laguna       | 54   | 36 | 16 | 11 | 9  | 48 | 33 | +15  | Pentagonal de la liguilla |
| 3    | Alteños      | 54   | 36 | 17 | 9  | 10 | 57 | 45 | +12  | Pentagonal de la liguilla |
| 4    | Salamanca    | 53   | 36 | 13 | 18 | 5  | 62 | 40 | +22  |                           |
| 5    | Imperio Alal | 39   | 36 | 9  | 13 | 14 | 46 | 56 | −10  |                           |

 Fuente: RSSSF

### Grupo 3
| Pos. | Equipo                 | Pts. | PJ | G  | E  | P  | GF | GC | Dif. | Clasificación             |
| ---- | ---------------------- | ---- | -- | -- | -- | -- | -- | -- | ---- | ------------------------- |
| 1    | Halcones de Marina     | 60   | 36 | 18 | 11 | 7  | 47 | 26 | +21  | Pentagonal de la liguilla |
| 2    | Estudiantes de Chiapas | 47   | 36 | 13 | 15 | 8  | 56 | 51 | +5   | Pentagonal de la liguilla |
| 3    | Teziutlán              | 32   | 36 | 6  | 16 | 14 | 34 | 42 | −8   |                           |
| 4    | San Mateo Atenco (D)   | 30   | 36 | 9  | 9  | 18 | 37 | 69 | −32  | Promoción de descenso     |
| 5    | Jimex (D)              | 19   | 36 | 3  | 10 | 23 | 29 | 73 | −44  | Descenso de categoría     |

 Fuente: RSSSF

### Grupo 4
| Pos. | Equipo                     | Pts. | PJ | G  | E  | P  | GF | GC | Dif. | Clasificación             |
| ---- | -------------------------- | ---- | -- | -- | -- | -- | -- | -- | ---- | ------------------------- |
| 1    | Cachorros Neza             | 62   | 36 | 20 | 9  | 7  | 49 | 24 | +25  | Pentagonal de la liguilla |
| 2    | Galicia (A)                | 56   | 36 | 15 | 13 | 8  | 57 | 31 | +26  | Pentagonal de la liguilla |
| 3    | Acapulco                   | 53   | 36 | 15 | 12 | 9  | 55 | 41 | +14  | Pentagonal de la liguilla |
| 4    | Oaxaca                     | 45   | 36 | 11 | 15 | 10 | 64 | 52 | +12  |                           |
| 5    | Águila Progreso Industrial | 33   | 36 | 9  | 12 | 15 | 35 | 54 | −19  |                           |

 Fuente: RSSSF

## Tabla general
| Pos. | Equipo                     | Pts. | PJ | G  | E  | P  | GF | GC | Dif. | Clasificación             |
| ---- | -------------------------- | ---- | -- | -- | -- | -- | -- | -- | ---- | ------------------------- |
| 1    | Cachorros Neza             | 62   | 36 | 20 | 9  | 7  | 49 | 24 | +25  | Pentagonal de la liguilla |
| 2    | Halcones de Marina         | 60   | 36 | 18 | 11 | 7  | 47 | 26 | +21  | Pentagonal de la liguilla |
| 3    | Zacatecas                  | 57   | 36 | 17 | 12 | 7  | 54 | 35 | +19  | Pentagonal de la liguilla |
| 4    | Galicia (A)                | 56   | 36 | 15 | 13 | 8  | 57 | 31 | +26  | Pentagonal de la liguilla |
| 5    | Apatzingán                 | 55   | 36 | 16 | 8  | 12 | 75 | 49 | +26  | Pentagonal de la liguilla |
| 6    | Laguna                     | 54   | 36 | 16 | 11 | 9  | 48 | 33 | +15  | Pentagonal de la liguilla |
| 7    | Alteños                    | 54   | 36 | 17 | 9  | 10 | 57 | 45 | +12  | Pentagonal de la liguilla |
| 8    | Salamanca                  | 53   | 36 | 13 | 18 | 5  | 62 | 40 | +22  |                           |
| 9    | Acapulco                   | 53   | 36 | 15 | 12 | 9  | 55 | 41 | +14  | Pentagonal de la liguilla |
| 10   | Estudiantes de Chiapas     | 47   | 36 | 13 | 15 | 8  | 56 | 51 | +5   | Pentagonal de la liguilla |
| 11   | Bachilleres (C, A)         | 47   | 36 | 13 | 9  | 14 | 64 | 62 | +2   | Pentagonal de la liguilla |
| 12   | Oaxaca                     | 45   | 36 | 11 | 15 | 10 | 64 | 52 | +12  |                           |
| 13   | Imperio Alal               | 39   | 36 | 9  | 13 | 14 | 46 | 56 | −10  |                           |
| 14   | Industrial Tepatitlán      | 35   | 36 | 8  | 16 | 12 | 31 | 39 | −8   |                           |
| 15   | Teziutlán                  | 32   | 36 | 6  | 16 | 14 | 34 | 42 | −8   |                           |
| 16   | Águila Progreso Industrial | 33   | 36 | 9  | 12 | 15 | 35 | 54 | −19  |                           |
| 17   | Aguascalientes             | 32   | 36 | 6  | 16 | 14 | 40 | 58 | −18  |                           |
| 18   | San Mateo Atenco (D)       | 30   | 36 | 9  | 9  | 18 | 37 | 69 | −32  | Promoción de descenso     |
| 19   | Linces San Luis (D)        | 20   | 36 | 4  | 10 | 22 | 32 | 92 | −60  | Descenso de categoría     |
| 20   | Jimex (D)                  | 19   | 36 | 3  | 10 | 23 | 29 | 73 | −44  | Descenso de categoría     |

 Fuente: RSSSF

## Resultados

### Llave Occidente
| Local \ Visitante     | AGS | ALT | APT | BAC | IMP | IND | LAG | LSL | SAL | ZAS |
| --------------------- | --- | --- | --- | --- | --- | --- | --- | --- | --- | --- |
| Aguascalientes        | —   | 2–1 | 2–1 | 1–4 | 2–2 | 0–0 | 1–1 | 3–0 | 2–2 | 0–0 |
| Alteños               | 2–1 | —   | 2–1 | 3–1 | 1–2 | 1–1 | 2–0 | 3–1 | 1–0 | 2–1 |
| Apatzingán            | 6–0 | 4–0 | —   | 5–3 | 2–2 | 1–1 | 2–0 | 6–0 | 5–3 | 2–0 |
| Bachilleres           | 4–2 | 0–5 | 4–1 | —   | 0–1 | 1–0 | 0–3 | 5–0 | 4–4 | 2–0 |
| Imperio Alal          | 2–1 | 0–2 | 3–1 | 1–1 | —   | 0–1 | 0–3 | 1–2 | 3–3 | 1–1 |
| Industrial Tepetitlán | 1–0 | 1–2 | 1–1 | 2–2 | 3–2 | —   | 2–1 | 2–2 | 0–0 | 0–0 |
| Laguna                | 1–1 | 3–0 | 2–1 | 2–0 | 0–0 | 1–1 | —   | 3–0 | 2–1 | 1–1 |
| Linces San Luis       | 2–1 | 1–2 | 0–1 | 1–1 | 1–2 | 1–1 | 1–3 | —   | 1–1 | 0–2 |
| Salamanca             | 3–1 | 3–0 | 2–0 | 3–0 | 2–2 | 2–0 | 0–0 | 6–0 | —   | 0–1 |
| Zacatecas             | 4–1 | 2–1 | 4–2 | 1–1 | 1–0 | 1–0 | 1–2 | 2–1 | 1–1 | —   |

| Local \ Visitante     | AGS | ALT | APT | BAC | IMP | IND | LAG | LSL | SAL | ZAS |
| --------------------- | --- | --- | --- | --- | --- | --- | --- | --- | --- | --- |
| Aguascalientes        | —   | 2–0 | 1–1 | 4–0 | 1–2 | 0–0 | 0–0 | 3–3 | 1–1 | 1–1 |
| Alteños               | 2–0 | —   | 3–2 | 2–2 | 1–0 | 1–1 | 2–0 | 5–0 | 1–1 | 1–1 |
| Apatzingán            | 1–1 | 2–0 | —   | 4–1 | 0–2 | 3–0 | 1–0 | 5–0 | 2–2 | 3–0 |
| Bachilleres           | 2–0 | 1–2 | 1–1 | —   | 3–1 | 0–2 | 2–3 | 6–1 | 0–0 | 1–2 |
| Imperio Alal          | 2–2 | 1–1 | 2–3 | 1–2 | —   | 2–0 | 0–0 | 1–1 | 0–2 | 2–2 |
| Industrial Tepetitlán | 0–1 | 2–2 | 0–1 | 1–2 | 1–1 | —   | 1–0 | 1–0 | 1–1 | 0–2 |
| Laguna                | 1–1 | 1–0 | 2–1 | 1–2 | 3–1 | 1–0 | —   | 3–1 | 2–0 | 2–2 |
| Linces San Luis       | 2–0 | 3–3 | 1–1 | 0–5 | 2–3 | 0–3 | 1–0 | —   | 2–2 | 0–2 |
| Salamanca             | 1–1 | 1–0 | 3–2 | 1–1 | 2–1 | 0–0 | 1–1 | 3–0 | —   | 2–1 |
| Zacatecas             | 3–0 | 1–1 | 1–0 | 1–0 | 3–0 | 4–1 | 3–0 | 1–1 | 1–3 | —   |

### Llave Oriente
| Local \ Visitante   | ACA | API | CNZ | EST | GAL | HAL | JIM | OAX | SAM | TEZ |
| ------------------- | --- | --- | --- | --- | --- | --- | --- | --- | --- | --- |
| Acapulco            | —   | 2–0 | 2–1 | 1–1 | 3–2 | 1–1 | 3–1 | 1–1 | 3–0 | 4–0 |
| Águila PI           | 0–2 | —   | 1–2 | 1–1 | 0–1 | 1–0 | 1–0 | 2–2 | 3–2 | 0–0 |
| Cachorros Neza      | 2–0 | 0–0 | —   | 3–1 | 1–0 | 1–0 | 1–0 | 2–1 | 0–1 | 1–1 |
| Estudiantes Chiapas | 1–2 | 5–2 | 2–1 | —   | 1–0 | 2–2 | 5–1 | 0–0 | 1–0 | 0–0 |
| Galicia             | 1–0 | 2–0 | 0–0 | 3–3 | —   | 1–0 | 2–0 | 3–1 | 3–0 | 2–0 |
| Halcones Marina     | 4–2 | 5–1 | 1–0 | 0–1 | 1–1 | —   | 3–0 | 0–0 | 3–0 | 2–0 |
| Jimex               | 1–2 | 2–3 | 0–2 | 3–1 | 0–0 | 0–1 | —   | 1–1 | 1–1 | 0–3 |
| Oaxaca              | 0–1 | 1–1 | 0–0 | 5–4 | 3–3 | 5–0 | 3–1 | —   | 3–3 | 1–1 |
| San Mateo Atenco    | 2–1 | 2–2 | 0–2 | 2–1 | 0–4 | 2–2 | 1–2 | 3–2 | —   | 1–0 |
| Teziutlán           | 1–1 | 1–1 | 1–3 | 0–0 | 3–3 | 1–2 | 0–0 | 1–2 | 5–0 | —   |

| Local \ Visitante   | ACA | API | CNZ | EST | GAL | HAL | JIM | OAX | SAM | TEZ |
| ------------------- | --- | --- | --- | --- | --- | --- | --- | --- | --- | --- |
| Acapulco            | —   | 5–1 | 0–0 | 1–1 | 0–2 | 0–0 | 6–1 | 2–1 | 2–0 | 1–0 |
| Águila PI           | 1–1 | —   | 1–1 | 2–1 | 0–0 | 2–0 | 2–0 | 1–2 | 2–1 | 1–0 |
| Cachorros Neza      | 3–1 | 3–0 | —   | 4–0 | 1–0 | 0–0 | 3–0 | 3–2 | 3–2 | 2–0 |
| Estudiantes Chiapas | 2–1 | 2–1 | 1–0 | —   | 1–1 | 0–0 | 5–2 | 1–1 | 4–3 | 1–1 |
| Galicia             | 1–1 | 2–0 | 0–0 | 1–1 | —   | 0–0 | 3–1 | 3–1 | 0–1 | 3–0 |
| Halcones Marina     | 0–0 | 1–0 | 1–0 | 0–1 | 3–2 | —   | 1–0 | 3–1 | 4–0 | 2–0 |
| Jimex               | 1–1 | 3–1 | 1–2 | 0–1 | 0–5 | 1–3 | —   | 0–0 | 1–1 | 2–2 |
| Oaxaca              | 1–1 | 1–0 | 4–1 | 4–1 | 4–3 | 0–1 | 2–2 | —   | 4–0 | 3–0 |
| San Mateo Atenco    | 3–1 | 1–1 | 0–1 | 2–2 | 0–0 | 0–1 | 1–0 | 1–1 | —   | 1–0 |
| Teziutlán           | 4–0 | 0–0 | 0–0 | 1–1 | 1–0 | 0–0 | 1–1 | 2–1 | 4–0 | —   |

## Liguilla por el campeonato

### Grupo A
| Pos. | Equipo             | Pts. | PJ | G | E | P | GF | GC | Dif. | Clasificación     |
| ---- | ------------------ | ---- | -- | - | - | - | -- | -- | ---- | ----------------- |
| 1    | Galicia (A)        | 16   | 8  | 5 | 2 | 1 | 11 | 5  | +6   | Acceso a la final |
| 2    | Apatzingán         | 15   | 8  | 4 | 4 | 0 | 13 | 5  | +8   |                   |
| 3    | Halcones de Marina | 11   | 8  | 3 | 2 | 3 | 9  | 9  | 0    |                   |
| 4    | Laguna             | 7    | 8  | 1 | 4 | 3 | 7  | 9  | −2   |                   |
| 5    | Acapulco           | 2    | 8  | 0 | 2 | 6 | 3  | 15 | −12  |                   |

 Fuente: RSSSF

#### Resultados
| Local \ Visitante | ACA | APT | GAL | HAL | LAG |
| ----------------- | --- | --- | --- | --- | --- |
| Acapulco          | —   | 1–2 | 1–2 | 0–1 | 1–1 |
| Apatzingán        | 4–0 | —   | 0–0 | 2–1 | 2–0 |
| Galicia           | 3–0 | 1–1 | —   | 0–1 | 1–0 |
| Halcones Marina   | 2–0 | 1–1 | 1–2 | —   | 1–1 |
| Laguna            | 0–0 | 1–1 | 1–2 | 3–1 | —   |

### Grupo B
| Pos. | Equipo                 | Pts. | PJ | G | E | P | GF | GC | Dif. | Clasificación     |
| ---- | ---------------------- | ---- | -- | - | - | - | -- | -- | ---- | ----------------- |
| 1    | Bachilleres (C, A)     | 19   | 8  | 6 | 1 | 1 | 17 | 7  | +10  | Acceso a la final |
| 2    | Alteños                | 12   | 8  | 5 | 0 | 3 | 11 | 10 | +1   |                   |
| 3    | Zacatecas              | 11   | 8  | 4 | 0 | 4 | 12 | 10 | +2   |                   |
| 4    | Cachorros Neza         | 8    | 8  | 3 | 0 | 5 | 10 | 14 | −4   |                   |
| 5    | Estudiantes de Chiapas | 3    | 8  | 1 | 1 | 6 | 8  | 17 | −9   |                   |

 Fuente: RSSSF

#### Resultados
| Local \ Visitante   | ALT | BAC | CNZ | EST | ZAS |
| ------------------- | --- | --- | --- | --- | --- |
| Alteños             | —   | 0–1 | 1–0 | 1–0 | 1–0 |
| Bachilleres         | 3–1 | —   | 0–1 | 5–2 | 4–2 |
| Cachorros Neza      | 1–3 | 1–3 | —   | 3–2 | 2–0 |
| Estudiantes Chiapas | 2–3 | 0–0 | 2–1 | —   | 0–3 |
| Zacatecas           | 3–1 | 0–1 | 3–1 | 1–0 | —   |

### Final
La serie final del torneo enfrentó al Galicia de Cuernavaca  contra el Bachilleres.
| 20 de julio de 1989 | Bachilleres | 3-2 | Galicia | Estadio Jalisco, Guadalajara |  |

| 23 de julio de 1989                                                                      | Galicia | 1-1 | Bachilleres | Estadio Centenario, Cuernavaca |  |
| Bachilleres campeón de la Temporada 1988-89. Global 3-4 y asciende a la Segunda División |         |     |             |                                |  |

|                                  |
| Bachilleres Campeón 1.er título. |